# Sabin Arana
Sabin Polikarpo Arana Goiri, pseudonymem Arana ta Goiri'taŕ Sabin (26. ledna 1865 – 25. listopadu 1903) byl baskický národní buditel, vlastenec, spisovatel a politik. Je jednou z nejvýznamnějších osobností baskických novodobých dějin. Je autorem slov baskické hymny, spoluautorem návrhu baskické vlajky a zakladatelem Baskické národní strany. Stál u zrodu moderního pojetí baskického národa, svou činností ale také položil základy baskického nacionalismu.

## Život
Narodil se roku 1865 v Abandu, v dnešním Bilbau v baskicky mluvícím prostředí. Celý život prosazoval baskičtinu jako společenský a kulturní jazyk Baskicka. Byl jedním z prvních, kteří tuto ideu prosazovali. Sepsal dílo Bizkaya por su independencia (Biskajsko pro svou nezávislost), kde vyjádřil svou myšlenku nezávislosti Biskajska (jak tomu bylo před rokem 1200, dle jeho slov).
Také sestavil návrh spisovné formy baskičtiny a vytvářel purismy a neologismy. Roku 1894 spolu se svým bratrem Luisem Aranou vytvořil návrh baskické vlajky. Pak také na baskickou lidovou melodii napsal slova pro jím zamýšlenou baskickou hymnu.
Roku 1895 zakládá Baskickou národní stranu, která je dodnes hlavní baskickou politickou silou.
Pokusil se poslat telegram americkému presidentovi Theodoru Rooseveltovi, ve kterém ho chválil za pomoc Kubě při válce za nezávislost. To se mu však nepodařilo, byl za to zatčen, odsouzen za zradu a uvězněn ve věznici v Sukarrietě. V krutých vězeňských podmínkách onemocněl, jeho zdravotní stav se tam stále zhoršoval a neléčená Addisonova choroba byla pravděpodobnou příčinou jeho skonu dne 25. listopadu 1903. Bylo mu pouhých 38 let.

## Myšlenky a odkaz

Původní návrh Baskické vlajky

Byl vlastenecky, až nacionalisticky založen. Podle jeho původních kritérií pro vstup do Baskické národní strany musel každý uchazeč prokázat, že má výhradně baskické předky, zastával tak poněkud radikální myšlenku národní čistoty. Rovněž se stavěl proti migraci Španělů do Baskicka a pronikání jiných kultur a jazyků vůbec. Zároveň byl zarytým odpůrcem otrokářství (které bylo legální a provozované na Španělskem držené Kubě, i proto se stavěl za její nezávislost). Rovněž se zastával Zulů a jejich práv. Z dnešního hlediska ho tak lze označit za odpůrce multikulturalismu a kolonialismu.

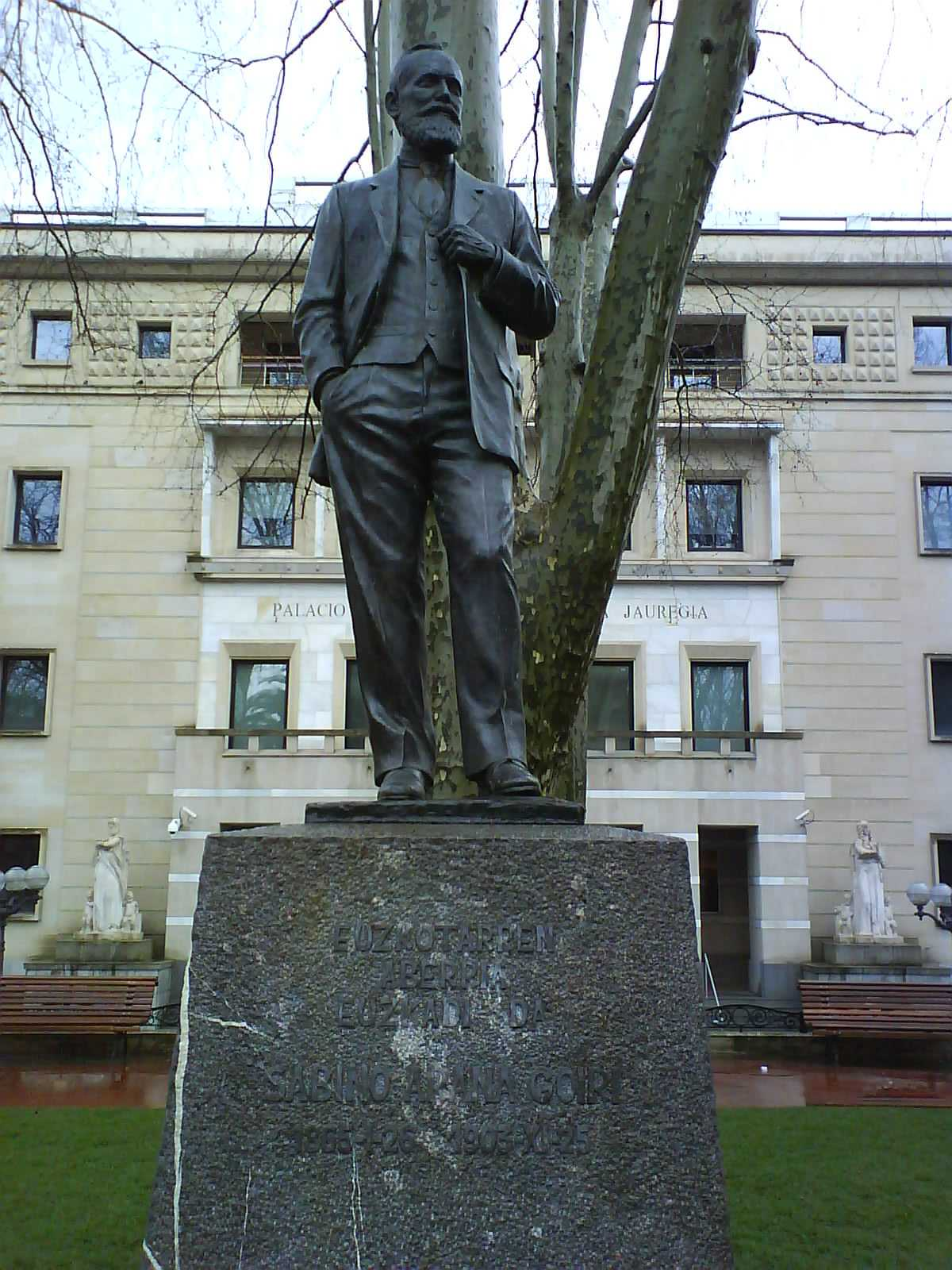
Socha v Bilbau

V dnešním Baskicku je (zejména ve vlasteneckých kruzích) často brán jako národní idol, k čemuž (vzhledem k jeho autorství baskických národních symbolů a hodnot jako hymna, vlajka, nebo dodnes působící národní strana a takřka mučednické povaze okolností jeho smrti) přirozeně inklinuje.
Jeho kritici mu naopak vytýkají nacionalistické postoje (například tvrzeními, že svou činností umožnil či přímo podnítil pozdější vznik ETA, nebo jeho náklonností k etnocentrismu). Roku 2017 kvůli tomu někteří požadovali přejmenování ulice, která nese jeho jméno.

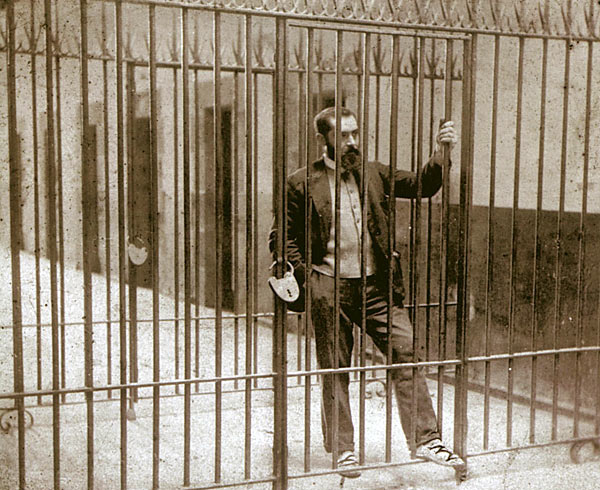
Ve vězení, kde byl uvězněn za podporu nezávislosti Kuby, a kde také zemřel

Napsal na šest set novinových článků, které byly svým stylem mnohdy nezvyklé, provokativní, šokující. Také měly často propagandistickou povahu.
Roku 2015 byl uveřejněn televizní film Sabin vyprávějící o jeho životě.
Sabin Etxea (Sabinův dům), sídlo EAJ, na jeho počest nese jeho jméno.